# Funakoshi Gichin

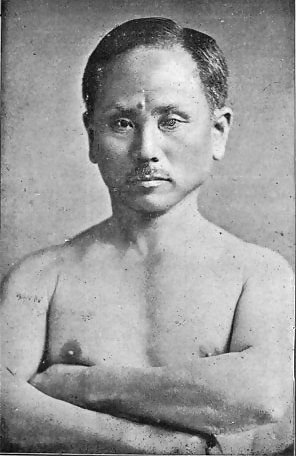
Funakoshi Gichin, 1924

Funakoshi Gichin (jap. 船越・義珍; * 1868 in Naha, damals Königreich Ryūkyū, heute Präfektur Okinawa, als ryūkyū 富名腰・義珍 Funakushi Jichin; † 1957 in Tokio) war Meister und Begründer des Karatedō-Kampfstils Shōtōkan-ryū und gleichzeitig „Vater des modernen Karatedō“ in Japan. Als einer der letzten Karatemeister des inkorporierten Königreichs Ryūkyū war Funakoshi der Erste, der die Kampfkunst von Okinawa ins Kernland Japans auf die Hauptinsel Honshū brachte und wurde bis zu seinem Tod als Ehrenvorsitzender – 最高師範 ‚höchster Lehrmeister‘ – der 1949 gegründeten Japan Karate Association geehrt.

## Leben
Aufgewachsen in Tomari, Shuri auf Okinawa – ein Stadtteil in Naha – im ehemaligen Königreich Ryūkyū (1429–1879) zur Meiji-Zeit (1868–1912) – bis zur Inkorporation der Ryūkyū-Inseln (1879) durch das japanische Kaiserreich – gilt Funakoshi als Begründer des heute bekannten japanischen Karatedō (das er in Anlehnung an das Judo seines Vorbildes Kanō Jigorō so benannte). Spätere Schüler benannten das von Funakoshi entwickelte Karate nach dem damaligen Trainingsort Shōtōkan (Shōtō – 松濤 – war Funakoshis Pseudonym für Gedichte und Kalligrafien, Kan bedeutet Übungshalle) – als erste Organisation wurde als Vereinigung das Shōtōkai (Kai – 会 – bedeutet „Vereinigung“) gegründet, um ihm für seine Lehrtätigkeit in Tōkyō ein kleines Auskommen zu sichern.
Obwohl er nach eigenen Aussagen in der Kindheit eher klein und kränklich war, fing er im Jugendalter unter Meister Asato Yasutsune, einem Karate- und Schwertkampfmeister der Jigen-ryū, und unter Meister Itosu Yasutsune an, Okinawa-Karate zu erlernen. Funakoshi war beruflich als Hauptschullehrer tätig. Trotzdem stellte Karate einen wichtigen Lebensinhalt dar. Er war sehr um die Verbreitung des Karate bemüht. Ihm gelang es, diese Kampfkunst in den Sportunterricht an der Schule zu integrieren, wie es Vorgänger wie Itosu und Higaonna bereits um 1900 angeregt hatten. 1913 veröffentlichte Funakoshi seinen ersten Artikel über Karate.
1922 reiste Funakoshi im Auftrag der Präfektur Okinawa allein nach Tokio und stellte dort Karate der japanischen Öffentlichkeit vor. Aufgrund offenbar größer werdenden Interesses blieb er in der japanischen Hauptstadt, um weiter zu unterrichten. Um sich seinen Lebensunterhalt zu verdienen, arbeitete er in Tokio als Hausmeister, Gärtner und Reinigungskraft. Erst nachdem es ihm gelungen war, Karate in Japan bekannter zu machen, konnte er auch von seiner Tätigkeit als Karatelehrer leben – mittels verschiedener Universitätskurse und durch seine Schüler, die sich in der Vereinigung Shōtōkai organisierten.
Dabei hielt Funakoshi mit seinen Karate-Kollegen aus Okinawa weiterhin Kontakt und fand Unterstützung bei seinen Kollegen Mabuni Kenwa, Gründer des Shito-Ryu, in Osaka und Miyagi Chōjun, Gründer des Gōjū-Ryū, in Kyōto ab Mitte der 1920er Jahre.
Die von ihm vertretene Stilrichtung des Karate wurde von seinem Künstlernamen Shōtō („Pinienrauschen“), unter dem er Gedichte schrieb, und seinem ersten richtigen Dōjō Shōtōkan („Haus des Shōtō“) abgeleitet, das 1938 in Tokio erbaut wurde. Ab 1939 wurde seine Karate-Richtung u. a. als Shōtōkan-ryū bezeichnet.
Am 27. April 1957 starb Funakoshi in Tokio wohl an „Altersschwäche“. Sein Grab befindet sich in Kawasaki, Japan. 1968 errichteten ehemalige Schüler Funakoshis ihm zu Ehren einen Gedenkstein in Kamakura.
Seine Einteilung der Formen – Kata – nach historischen Ursprüngen in Shorin- und Shorei-Ryū fand nicht überall Zustimmung. Insbesondere in Okinawa musste sich Funakoshi Kritik stellen. Zudem war er durch den japanischen Nationalismus Anfang des 20. Jahrhunderts gezwungen, Schreibweisen und Namen der Formen und Techniken zu „japanisieren“. So benannte er diverse Kata um (z. B. 内歩進 ryūkyū Naifanchi – 鉄騎 jap. Tekki) und vereinfachte Schrittformen oder stellte Reihenfolgen aus didaktischen Gründen um (平安, ryūkyū Pinan – jap. Heian). Auch führte er wohl auf Drängen seiner japanischen Schüler zunehmend Partnerübungen ein (Kumite) wie sie es aus dem Schwertkampf gewohnt waren. So wurden auch japanische Begriffe (Shu-Ha-Ri – 守破離) und Strategien (Sen-no-Sen – 先の先) eingeführt, die im okinawanischen Karate nicht üblich waren.
Zeit seines Lebens folgte Funakoshi einem strengen Ehrenkodex. So lehnte er es zum Beispiel ab, „schmutzige“ Worte wie Socke oder Toilettenpapier zu benutzen. Auch war Funakoshi ein sehr friedfertiger Mann, der versuchte, den Kampf wann immer möglich zu vermeiden. So gab er zum Beispiel einmal Dieben den Kuchen, den er als Opfergabe für seine Ahnen vorgesehen hatte, nur um den Konflikt mit den beiden ihm wahrscheinlich unterlegenen Männern zu vermeiden. Auch Funakoshi-Senseis Familienangehörige sind oder waren exzellente Karateka wie z. B. Funakoshi Yoshitaka oder die Schauspielerin, Sängerin und Geschäftsfrau Funakoshi Fane.

## Shōtō-Niju-Kun

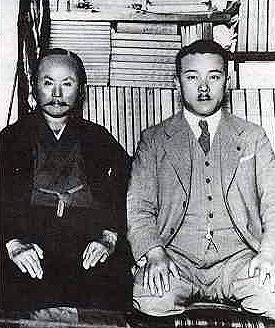
Funakoshi (l.) und Yasuhiro Konishi, Japan 1930

Die Shōtō-Nijû-Kun a (松濤館二十訓), auch als Karatedô-Nijû-Jô (空手道二十条) bekannt, sind zwanzig von Funakoshi aufgestellte Verhaltensregeln und vermitteln das Grundprinzip des Karatedō („Weg der leeren Hand“, 空手道). Sie sollen der Charaktervervollkommnung dienen.
1. Karatedo wa rei ni hajimari, rei ni owaru koto wo wasuruna.
空手は礼に初まり礼に終わることを忘るな。
Vergiss nie: Karate beginnt mit rei und endet mit rei. (rei bedeutet: Respekt, Höflichkeit)
2. Karate ni sente nashi.
空手に先手無し。
Im Karate gibt es kein Zuvorkommen. (Im Karate gibt es keinen ersten Angriff.)
3. Karate wa gi no tasuke.
空手は義の補け。
Karate ist ein Helfer der Gerechtigkeit.
4. Mazu jiko wo shire, shikashite ta wo shire.
先づ自己を知れ而して他を知れ。
Erkenne dich selbst zuerst, dann den Anderen.
5. Gijutsu yori shinjutsu.
技術より心術。
Die Kunst des Geistes kommt vor der Kunst der Technik.
6. Kokoro wa hanatan koto wo yosu.
心は放たん事を要す。
Lerne, deinen Geist zu kontrollieren, und befreie ihn dann von Unnützem.
7. Wazawai wa ketai ni shozu.
禍は懈怠に生ず。
Unheil entsteht durch Nachlässigkeit.
8. Dojo nomi no karate to omou na.
道場のみの空手と思うな。
Karate ist nicht nur im Dojo.
9. Karate no shugyo wa issho de aru.
空手の修行は一生である。
Die Ausbildung im Karate umfasst Dein ganzes Leben.
10. Arayuru mono wo karate-ka seyo, soko ni myomi ari.
凡ゆるものを空手化せ其処に妙味あり。
Verbinde dein alltägliches Leben mit Karate, das ist der Zauber der Kunst.
11. Karate wa yu no gotoshi taezu netsudo wo ataezareba moto no mizu ni kaeru.
空手は湯の如く絶えず熱を与えざれば元の水に返る。
Wahres Karate ist wie heißes Wasser, das abkühlt, wenn du es nicht ständig wärmst.
12. Katsu kangae wa motsu na makenu kangae wa hitsuyo.
勝つ考えは持つな、負けぬ考えは必要。
Denke nicht ans Gewinnen, doch denke darüber nach, wie du nicht verlierst.
13. Teki ni yotte tenka seyo.
敵に因って転化せよ。
Wandle dich, abhängig von deinem Gegner.
14. Tatakai wa kyojitsu no soju ikan ni ari.
戦は虚実の操縦如何にあり。
Der Kampf hängt von der Handhabung deiner Treffsicherheit ab.
15. Hito no te ashi wo ken to omoe.
人の手足を劔と思え。
Stelle dir deine Hand und deinen Fuß als Schwert vor.
16. Danshi mon wo izureba hyakuman no teki ari.
男子門を出づれば百万の敵あり。
Wenn man das Tor der Jugend verlässt, hat man viele Gegner.
17. Kamae wa shoshinsha ni ato wa shizentai.
構えは初心者に、あとは自然体。
Das Einnehmen einer Haltung gibt es beim Einsteiger, später gibt es den natürlichen Zustand.
18. Kata wa tadashiku jissen wa betsu mono.
型は正しく、実戦は別もの。
Übe die Kata korrekt, der echte Kampf ist eine andere Angelegenheit.
19. Chikara no kyojaku, karada no shinshuku, waza no kankyu wo wasuruna.
力の強弱、体の伸縮、技の緩急を忘るな。
Vergiss nicht, dass man die Kraft stark und schwach einsetzen, den Körper strecken und zusammenziehen und die Technik schnell und langsam ausführen kann.[12]
(Hart und weich, Spannung und Entspannung, langsam und schnell, alles in Verbindung mit der richtigen Atmung.)
20. Tsune ni shinen kufu seyo.
常に思念工夫せよ。
Denke immer nach und versuche dich ständig am Neuen.

Quelle: 松濤館二十訓 Shōtō Nijukun bzw. 空手道二十条 Karatedo Nijujo, siehe unten
Anmerkung

## Galerie

Funakoshi Gichin
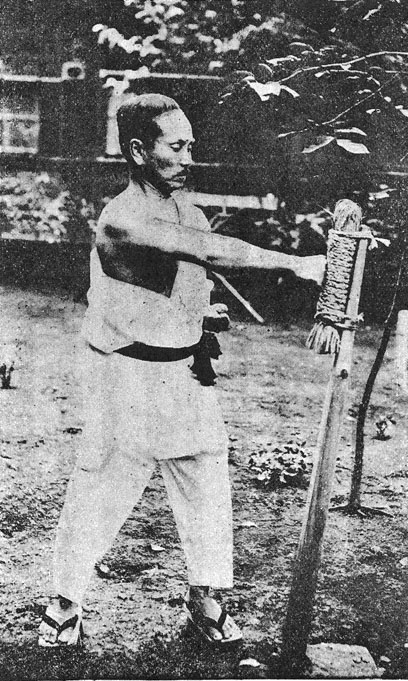
Makiwara – 巻藁, 1924
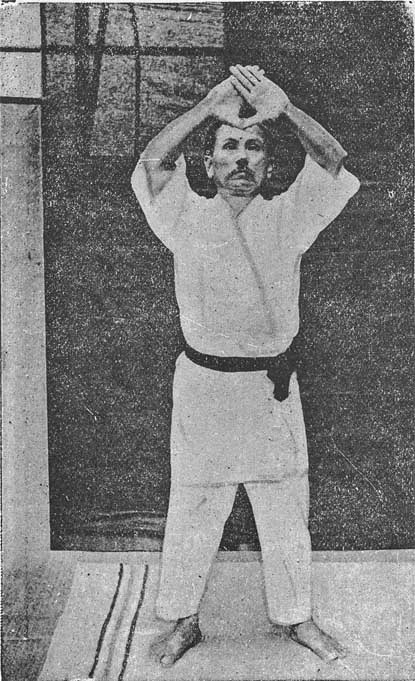
Kanku – 観空, 1924
Heian Nidan, 1925
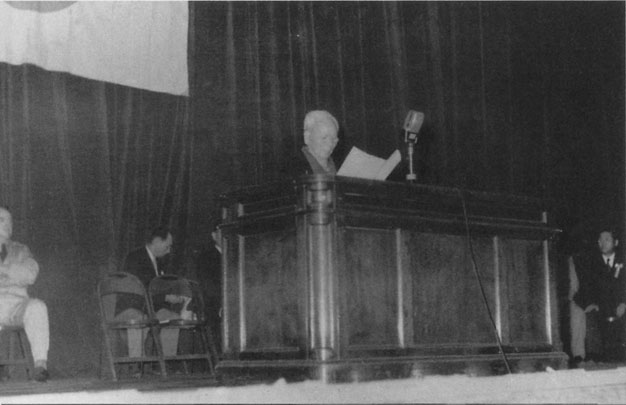
Funakoshi Gichin – Rede zur 30-jährigen Verbreitung von Karatesport, 1953

## Werke
- Gichin Funakoshi: Einführung in das Karate, aus dem Japanischen von Henning Wittwer, Niesky 2020
- Gichin Funakoshi: Karate-Dô Nyûmon. schlatt-books. 2000, ISBN 978-3-937745-05-3.
- Gichin Funakoshi: Karate Jutsu – The Original Teachings of Master Funakoshi. 1. Auflage. Kodansha International, Tokio, London 2001, ISBN 4-7700-2681-1 (englisch, eingeschränkte Vorschau in der Google-Buchsuche – japanisch: Karate Jutsu. Übersetzt von John Tadao Teramoto, Erstausgabe:  1925, Vorwort und Einleitung von Jotaro Takagi und Tsutomu Oshima; Übersetzt aus der japanischen Ausgabe von Funakoshi Gichin aus dem Jahr 1925 in WorldCat).
- Gichin Funakoshi: Karate-Dō: Mein Weg. 1. Auflage. Werner Kristkeitz Verlag, Heidelberg 2002, ISBN 3-921508-94-0 (eingeschränkte Vorschau in der Google-Buchsuche – Übersetzt aus der englischen Ausgabe – Funakoshi vollendete die Autobiografie mit 88 Jahren kurz vor seinem Tod).
- Gichin Funakoshi: Karate-Dō. Die Kunst, ohne Waffen zu siegen. 1. Auflage. Piper, 2007, ISBN 978-3-492-24920-1 (eingeschränkte Vorschau in der Google-Buchsuche).
- Gichin Funakoshi: Karate-Dō Kyōhan – The Master Text. Kodansha USA, New York 2012, ISBN 978-1-56836-482-7 (englisch, Erstausgabe: Kodansha International, 1973, Übersetzt aus dem Japanischen von Tsutomu Ohshima).